# Sattaphong Phiangphor
Sattaphong Phiangphor (เศรษฐพงศ์ เพียงพอ, spesso traslitterato come Setthapong Phiangphor), noto anche con lo pseudonimo di Tao (เต๋า), oltre a TAO STP e AFB, (Provincia di Kalasin, 3 maggio 1990), è un cantante e attore thailandese.
Ha cominciato la carriera musicale con la partecipazione al talent show True Academy Fantasia, nella sua ottava edizione.

## Discografia

### Singoli
- 2012 - Plaai Taang Fun
- 2012 - Pror Tur Kon Diao - Single Dieow
- 2012 - Sen Kanahn (con artisti vari)
- 2012 - Rao Ruk Gun Yoo Mai (Believe Me)
- 2013 - Yah Tum Hai Ruk Dai Mai (Please me)
- 2013 - Sanya Rak
- 2014 - Gaun Wun Soot Tai Ja Mah Teung
- 2014 - Mai Sanit
- 2014 - Lok Thi Mai Na Yu
- 2015 - Jao Nai Khong Hua Jai
- 2015 - Mai Mee Kwaam Jam Bpen
- 2015 - Sut Faa
- 2015 - Koht Ngao
- 2017 - Mee Kum Eun Mai
- 2018 - Together (Suparburoot Sut Soi ver.)
- 2018 - Hai Chan Yoo Pen Peuan Mai (You've got a friend in me)

## Filmografia

### Cinema
- Yod Manut Nguen Deuan, regia di Wirat Hengkongdee (2012)
- Present Perfect Continuous Tense, regia di Platphol Mingpornpichit (2013)
- Fin Sugoi, regia di Thanwarin Sukhaphisit (2014)
- The Couple, regia di Kongdej Jaturanrasamee (2014)

### Televisione
- Coffee Prince Thailand - serie TV (2012)
- CP Sausage Mansion 2 - serie TV (2012)
- Rak jing ping ker - serie TV, 1 episodio (2013)
- Ban Tuek Kam - serie TV (2013-2014, 2016)
- Room Alone - serie TV (2014-2016)
- Koo Plub Salub Rang - serie TV, 23 episodi (2014)
- Sandy - The Series - serie TV, 12 episodi (2014)
- My Boss - serie TV (2015)
- Sud Kaen Saen Ruk - serie TV (2015)
- Krop Krua Hansaa - serie TV (2016)
- Kiss: The Series - Rak tong chup - serie TV, 17 episodi (2016)
- The Sense - serie TV, 1 episodio (2016)
- Peen Pha Kwa Love - serie TV, 4 episodi (2016)
- Happiness - The Series - serie TV (2016)
- Carabao - The Series - serie TV (2017)
- Soot Ruk Chun La Moon serie TV, 2 episodi (2017)
- I Wanna Be Sup'Tar - serie TV, 26 episodi (2017)
- Kiss Me - serie TV, 20 episodi (2017)
- Time in a Bottle - serie TV (2017)
- Club Friday the Series 8 - Rak tae mee reu mai mee jing - serie TV (2017)
- Club Friday To Be Continued - Rak long jai - serie TV, 13 episodi (2017)
- Love Books Love Series - serie TV, 4 episodi (2017)
- Club Friday To Be Continued - Rak long jai Special - serie TV, 1 episodi (2017)
- Princess Hours - serie TV, 20 episodi (2017)
- Ban Saran Land - serie TV (2018)
- Mister Merman - serie TV (2018)
- Game Sanaeha - serie TV (2018)
- Way Back Home - serie TV (2018)
- Kiss Me Again - Chup hai dai tha nai nae ching - serie TV (2018)
- Club Friday: The Series 10 - Rak nokchai - serie TV (2018)[2]
- Beauty Boy - Phuchai kai suai - serie TV, in produzione (2018)
- Yutthakarn Prab Nang Marn - serie TV, in produzione (2018/2019)[3]

## Doppiatore
- Il film Pokémon - Hoopa e lo scontro epocale (ポケモン・ザ・ムービーXY 光輪の超魔神 フーパ?), regia di Kunihiko Yuyama - film (2015)
- Sseulsseulhago challanhasin - Dokkaebi - serie TV (2017)